# 佐麻久嶺神社

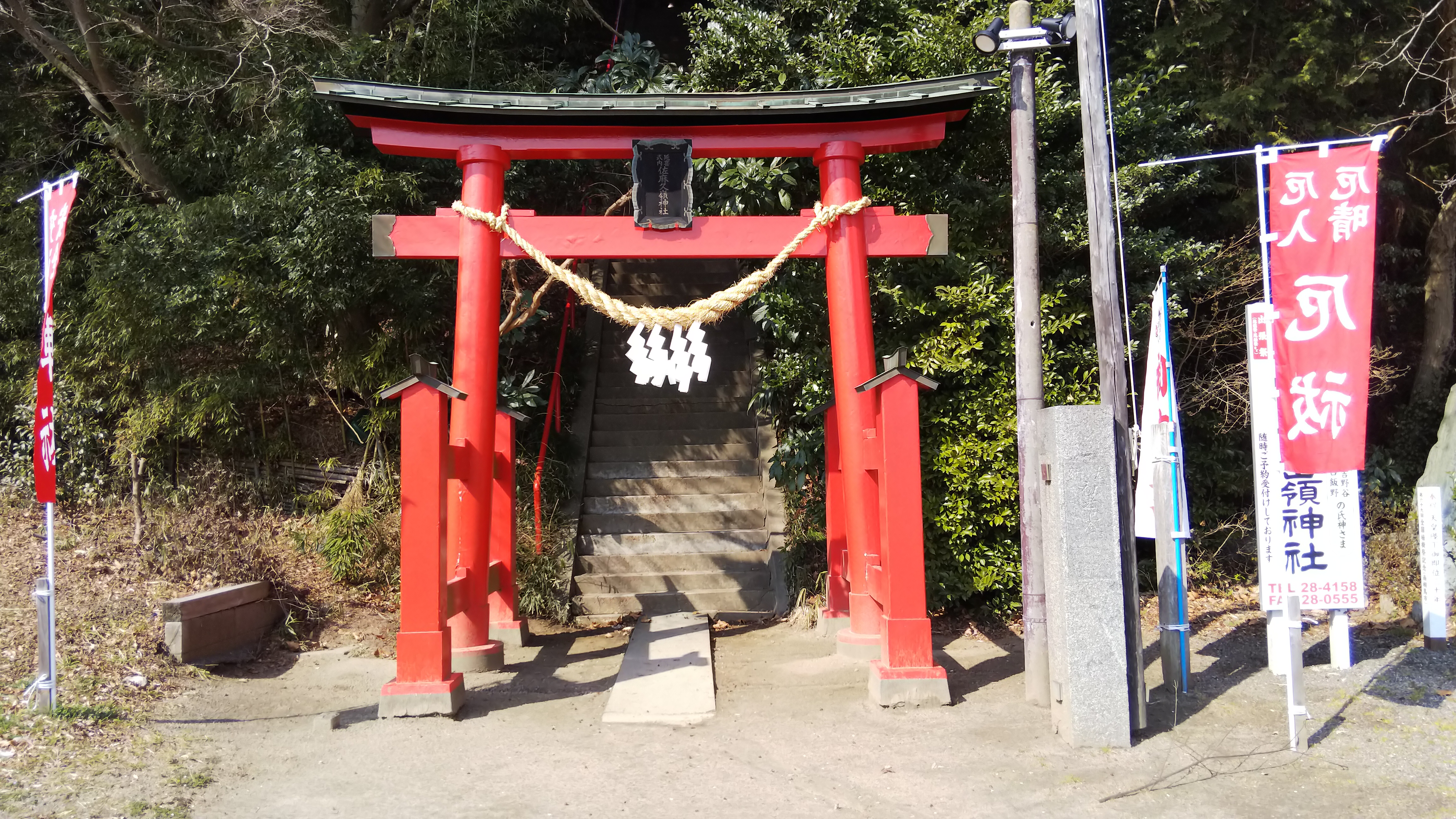
鳥居

佐麻久嶺神社（さまくみねじんじゃ）は、福島県いわき市平中山にある神社。式内小社で、旧社格は郷社。

## 歴史
社伝によると、慶雲元年（704年）の創建とされる。
延喜式神名帳では、陸奥国磐城郡七座の一座として小社に列した。江戸時代には磐城平藩より崇敬を受け、天和2年（1682年）に落雷で焼失した際は翌年に藩主内藤義泰により社殿が再建され、以後も歴代藩主より改修がなされた。
明治9年（1876年）郷社に列した。

## 境内

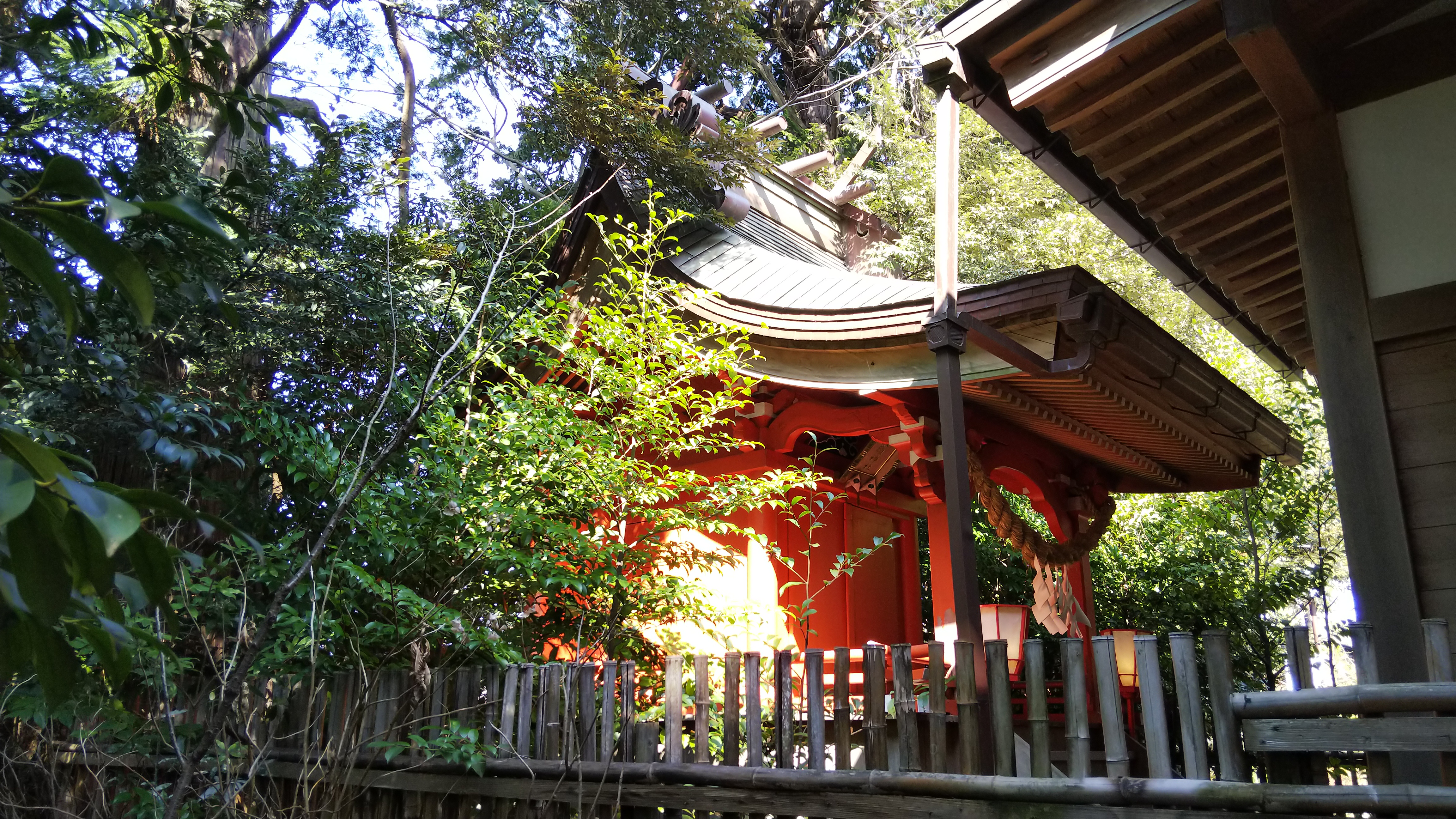
本殿
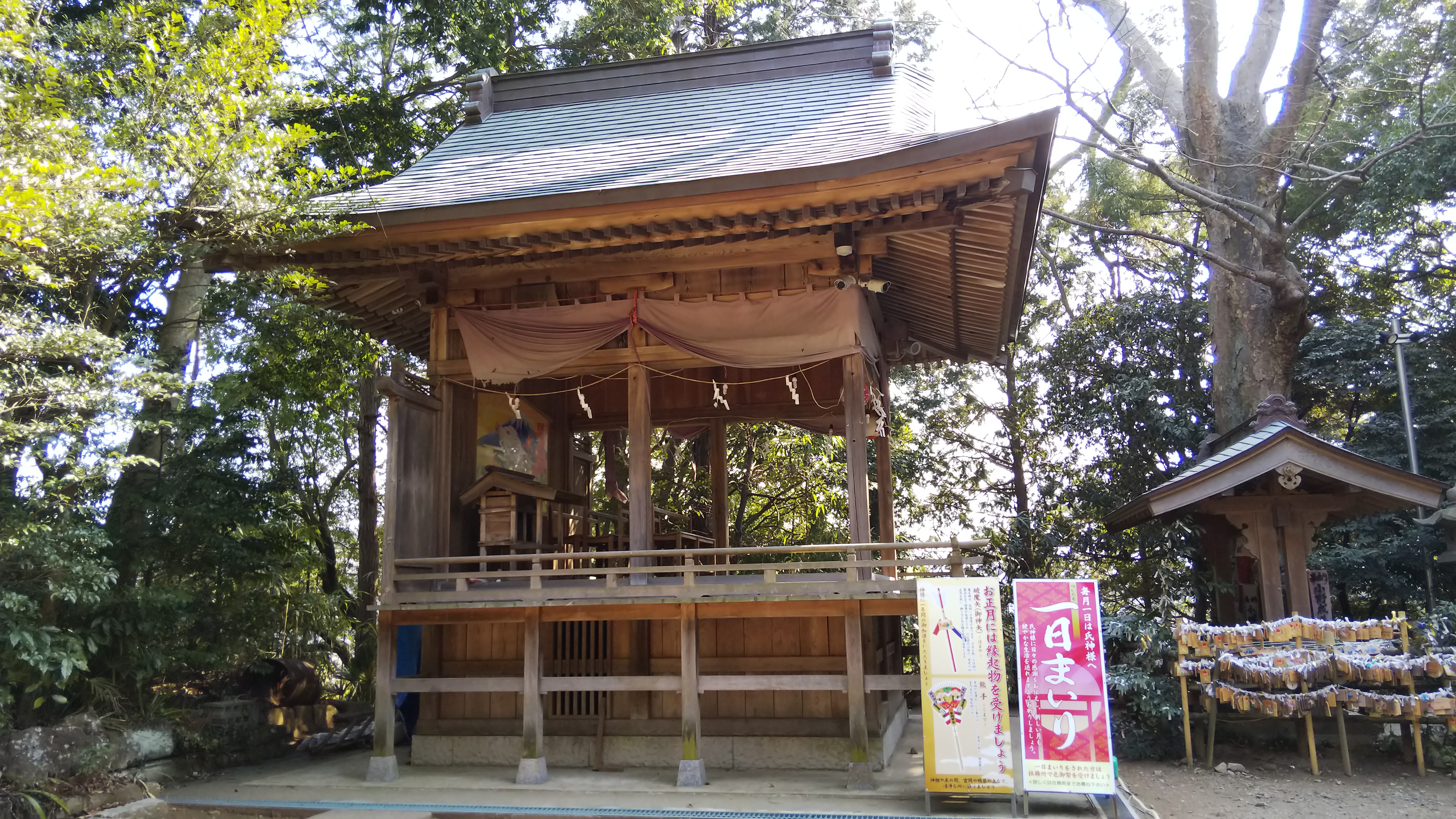
神楽殿